# Divize B 2021/2022
V soubojích 57. ročníku České divize B 2021/22 se utkalo 16 týmů dvoukolovým systémem podzim-jaro. Tento ročník odstartoval v srpnu 2021 úvodními zápasy 1. kola a poslední kolo se odehrálo v červnu 2022.

## Nové týmy v sezoně 2021/22
- Z ČFL 2020/21 do Divize B nesestoupilo žádné mužstvo.
- Z krajských přeborů nepostoupilo žádné mužstvo.

## Kluby podle přeborů
- Ústecký (4): FC Chomutov, FK Baník Most-Souš, FK SEKO Louny a SK Štětí.
- Karlovarský (2): FK Olympia Březová, FK Ostrov.
- Středočeský (7): FK Neratovice-Byškovice, SK Kladno, SK Slaný, SK Český Brod, MFK Dobříš, FK Brandýs nad Labem, TJ Tatran Rakovník.
- Praha (2): FK Meteor Praha VIII, SK Aritma Praha.
- Liberecký (1): FK Arsenal Česká Lípa.

## Konečná tabulka
| Poř. | Tým                     | Z  | V  | R | P  | VG | OG  | B  |
| ---- | ----------------------- | -- | -- | - | -- | -- | --- | -- |
| 1.   | FK Baník Most-Souš      | 30 | 20 | 6 | 4  | 72 | 23  | 66 |
| 2.   | FK Neratovice-Byškovice | 30 | 19 | 6 | 5  | 66 | 33  | 63 |
| 3.   | FK Arsenal Česká Lípa   | 30 | 17 | 6 | 7  | 78 | 42  | 57 |
| 4.   | SK Kladno               | 30 | 16 | 8 | 6  | 61 | 37  | 56 |
| 5.   | SK Český Brod           | 30 | 14 | 7 | 9  | 48 | 33  | 49 |
| 6.   | SK Aritma Praha         | 30 | 14 | 6 | 10 | 59 | 42  | 48 |
| 7.   | SK Štětí                | 30 | 12 | 9 | 9  | 51 | 41  | 45 |
| 8.   | FK SEKO Louny           | 30 | 12 | 8 | 10 | 53 | 38  | 44 |
| 9.   | FK Brandýs nad Labem    | 30 | 12 | 4 | 14 | 51 | 56  | 40 |
| 10.  | FK Meteor Praha VIII    | 30 | 11 | 6 | 13 | 55 | 51  | 39 |
| 11.  | FK Olympie Březová      | 30 | 10 | 8 | 12 | 50 | 53  | 38 |
| 12.  | FC Chomutov             | 30 | 9  | 9 | 12 | 47 | 45  | 36 |
| 13.  | SK Slaný                | 30 | 10 | 3 | 17 | 36 | 64  | 33 |
| 14.  | FK Ostrov               | 30 | 8  | 9 | 13 | 34 | 55  | 33 |
| 15.  | MFK Dobříš              | 30 | 5  | 5 | 20 | 32 | 71  | 20 |
| 16.  | TJ Tatran Rakovník      | 30 | 1  | 0 | 29 | 12 | 121 | 3  |

- Z = Odehrané zápasy; V = Vítězství; R = Remízy; P = Prohry; VG = Vstřelené góly; OG = Obdržené góly; B = Body

|  | Postup do ČFL                           |
|  | Přesun do Divize A nebo Divize C        |
|  | Sestup do příslušného krajského přeboru |

- Mužstvo SK Aritma Praha bylo přeřazeno do Divize A.
- Mužstvo FK Brandýs nad Labem bylo přeřazeno do Divize C.
- Mužstvo TJ Tatran Rakovník bude pokračovat v I.B třída Středočeského kraje[1].